# سيسي وانغ
سيسي وانغ (بالصينية: 汪诗诗) هي عارضة صينية، ولدت في 21 أبريل 1981 في ليما في بيرو.

## وصلات خارجية
- سيسي وانغ على موقع IMDb (الإنجليزية)